# Pernis (genre)
Pour les articles homonymes, voir Pernis.
Genre
Les Pernis forment un genre de rapaces de taille moyenne qui sont connus pour manger des insectes, notamment des guêpes ou des abeilles sauvages à nids souterrains. Leur nom vernaculaire est basé sur le terme bondrée, qui s'applique également aux espèces des genres Henicopernis, Hamirostra et Lophoictinia. 
Le genre Pernis est actuellement classé dans la sous-famille des Gypaetinae, et la tribu des Pernini. On le rencontre dans l'Ancien Monde, en Europe, en Afrique et en Asie.

## Liste des espèces
D'après la classification de référence (version 14.1, 2024) de l'Union internationale des ornithologues, il y a 4 espèces du genre Pernis (ordre philogénique) :
- Pernis apivorus (Linnaeus, 1758) – Bondrée apivore : Europe, Asie centrale et Afrique (migratrice) ;
- Pernis ptilorhynchus (Temminck, 1821) – Bondrée orientale, du sud-centre de la Sibérie et de l'Indus au Japon et à l'Indonésie ;
- Pernis celebensis Wallace, 1868 – Bondrée des Célèbes : Célèbes et Muna;
- Pernis steerei Sclater, WL, 1919 – Bondrée de Steere : Philippines[3].

## Écologie
Ces espèces se nourrissent d'insectes, principalement d'hyménoptères tels que guêpes et abeilles. 
Leur plumage rappelle souvent celui de rapaces plus puissants, mécanisme évolutif leur permettant de décourager des prédateurs. C'est le cas pour la bondrée orientale, dont une forme rappelle l'aigle de Blyth, la bondrée des Célèbes rappelant l'aigle des Célèbes (Spizaetus lanceolatus), et la bondrée de Steere rappelant l'aigle des Philippines (Spizaetus philippensis). 